# Mercantile Ski- og Fotballklubb
Il Mercantile Ski- og Fotballklubb è una società calcistica norvegese con sede nella città di Langerud. Milita nella 7. divisjon, ottavo livello del campionato norvegese.

## Storia
Il Mercantile fu fondato il 3 giugno 1903 da Hans Endrerud, Einar Maartmann e Sverre Strand. Molti calciatori, precedentemente in forza al Grane, passarono al nuovo club. Il club vinse due edizioni della Norgesmesterskapet: nel 1907 e nel 1912. La prima partita della storia della Nazionale norvegese, datata 12 luglio 1908, vide la presenza in squadra di nove calciatori del Mercantile: uno di questi, Minotti Bøhn, fu autore del primo gol della storia della selezione scandinava, che fu sconfitta per 11-3 dalla Svezia. Il Mercantile vinse anche 9 campionati di Oslo, ultimo dei quali nel 1926. Il club non giocò mai nella Norgesserien.
Nel 1947, il Mercantile ed il Trygg raggiunsero un accordo per una fusione, che non fu però un'esperienza fortunata per le difficoltà nel reclutamento dei calciatori e per le scarse condizioni delle strutture d'allenamento. In questo periodo, il club si chiamò Mercantile/Trygg. All'inizio degli anni cinquanta, le attività sportive diminuirono e, nel 1954, cessarono quelle calcistiche. Il club rimase comunque membro della Norges Fotballforbund.
Nel 1968, un gruppo di uomini di Langerud volle creare la propria formazione calcistica e scelse di entrare a far parte del Mercantile/Trygg, che aveva mantenuto l'affiliazione alla federazione norvegese. La squadra, che tornò a chiamarsi semplicemente Mercantile, raggiunse il terzo livello del sistema calcistico norvegese nel 1989. Tra gli anni ottanta e gli anni novanta, il Mercantile fu allenato da Erik Foss, Lars Tjærnås ed Erik Solér. Nel 2005, il Mercantile retrocesse nella 4. divisjon; il 26 novembre 2006, la dirigenza raggiunse un accordo per la fusione con Mercantile Fotballklubb e Nordstrand Idrettsforening, che permise al club di prendere il posto del Nordstrand nella 3. divisjon. Il 28 novembre 2007, fu reso noto che il Mercantile sarebbe ripartito dalla 8. divisjon e nel 2010 centrò la promozione nella 7. divisjon.

## Giocatori

### Il Mercantile e le Nazionali di calcio
Lista dei calciatori che hanno giocato per la Nazionale norvegese mentre militavano nelle file del Mercantile.
- Macken Aas
- Rolf Aas
- Arvid Arisholm
- Einar Friis Baastad
- Sverre Blix
- Minotti Bøhn
- Sigurd Brekke
- Wilhelm Brekke
- Julius Clements
- Hans Endrerud
- Kaare Engebretsen

- Carl Frølich-Hanssen
- Tryggve Gran
- Paul Hauman
- Charles Herlofson
- Olaf Iversen
- Harald Johansen
- Folke Kirkemo
- Sverre Lie
- Wilhelm Rønning
- Harald Schønfeldt
- Rolf Westgaard

## Palmarès

### Competizioni nazionali
- Coppa di Norvegia: 2

1907, 1912

### Altri piazzamenti
- Coppa di Norvegia:

Finalista: 1913
Semifinalista: 1910, 1911

## Organico

### Rosa
Rosa aggiornata al 6 giugno 2012.
| N. |                     | Ruolo | Calciatore                 |
| -- | ------------------- | ----- | -------------------------- |
| 1  | Norvegia (bandiera) | P     | Skjalg Sæther              |
| 4  | Norvegia (bandiera) | D     | Morten Larsen              |
| 5  | Norvegia (bandiera) | D     | Remi Bangsund              |
| 6  | Norvegia (bandiera) | C     | Andreas Johansen Wolden    |
| 8  | Norvegia (bandiera) | C     | Per Christian Skaug        |
| 11 | Norvegia (bandiera) | A     | Tor Arild Jørgensen        |
| 12 | Norvegia (bandiera) | A     | Sindre Strømøy             |
| 13 | Norvegia (bandiera) | A     | Ole Martin Skaug           |
| 14 | Norvegia (bandiera) | C     | Thor Stian Sæther          |
| 17 | Norvegia (bandiera) | A     | Oskar Brustad Sjølie       |
| 18 | Norvegia (bandiera) | C     | Mats Christoffer Stensholt |
| 19 | Norvegia (bandiera) | D     | Anders Brevik              |
| 20 | Norvegia (bandiera) | C     | Magnus Nilsen (capitano)   |
| 21 | Norvegia (bandiera) | C     | Thomas Kristoffersen       |
| 22 | Norvegia (bandiera) | C     | Eirik Bjørnstad            |
| 23 | Norvegia (bandiera) | D     | Martin Ask Holthe          |

| N. |                     | Ruolo | Calciatore               |
| -- | ------------------- | ----- | ------------------------ |
| 24 | Norvegia (bandiera) | C     | Iver Tommsønn Gabrielsen |
| 26 | Norvegia (bandiera) | D     | Andreas Berge            |
| 27 | Norvegia (bandiera) | D     | John Raimo Isohuhta      |
| 28 | Norvegia (bandiera) | A     | Nikolai Baalsrud Lundh   |
| 30 | Norvegia (bandiera) | D     | Stian Hæstad             |
| 32 | Italia (bandiera)   | D     | Riccardo Annoscia        |
| 33 | Norvegia (bandiera) | P     | Espen Frøvold            |
| 34 | Svezia (bandiera)   | A     | Göran Haby               |
| 37 | Norvegia (bandiera) | A     | Simen Evensen Breen      |
| 38 | Norvegia (bandiera) | C     | Geir Sandvei             |
| 39 | Norvegia (bandiera) | D     | Eirik Snefjellå Sandberg |
| 41 | Norvegia (bandiera) | A     | Nicolay Bekke            |
| ?  | Norvegia (bandiera) | D     | Lars Petlund Breiby      |
| ?  | Norvegia (bandiera) | C     | William Siljan           |
| ?  | Norvegia (bandiera) | A     | Siamek Darisiro          |